# Helena Christensen
Helena Christensen (Copenaghen, 25 dicembre 1968) è una supermodella danese con cittadinanza peruviana.
È stata una delle più importanti e famose top model degli anni '90, nonché una delle muse di Gianni Versace.

## Biografia
Di madre peruviana e padre danese, ha una sorella minore, Anita. Helena Christensen è giunta sotto i riflettori, vincendo il concorso di bellezza di Miss Danimarca nel 1986 e rappresentando il suo paese nel concorso Miss Universo 1986. Nel 1990 compare nel video musicale della canzone Wicked Game di Chris Isaak. Nel video, in cui è ritratta come l'amante di Isaak, è in topless per la maggior parte del tempo, ma la sua nudità è nascosta dal gioco della telecamera.
Tale video contribuirà a lanciare la sua carriera di indossatrice, diventando una delle supermodelle più note e richieste degli anni novanta, guadagnandosi le copertine di Vogue, Elle, Mademoiselle, Harper's Bazaar, Glamour, L'Officiel, Allure, Grazia, Cosmopolitan, Marie Claire, GQ, D - La Repubblica delle donne, I-D, InStyle, Dazed, The Face e altre.
Nel corso della sua carriera ha sfilato per Gianni Versace, Chanel, Thierry Mugler, Gucci, Philip Treacy, Dolce & Gabbana, Fendi, Marc Jacobs, Isaac Mizrahi, Karl Lagerfeld, Christian Dior, DKNY, Calvin Klein, Perry Ellis, Givenchy, John Galliano, Azzedine Alaïa, Jil Sander, Chloé, Vivienne Westwood, Jean-Paul Gaultier, Balmain, Alberta Ferretti, Valentino, Prada, Alessandro Dell'Acqua, Salvatore Ferragamo, Gianfranco Ferré, Anna Molinari, Zac Posen, Todd Oldham, Antonio Berardi, Yves Saint Laurent, Alexander McQueen, Anna Sui, Oscar de la Renta, Sonia Rykiel, Chantal Thomass, Badgley Mischka, Calvin Klein, Giorgio Armani, Lanvin, Christian Lacroix, Lolita Lempicka, Dries van Noten.
Tra il 1997 e il 1998 è stata una delle Victoria's Secret Angels. Nel 2012 è testimonial insieme ad Eva Mendes del marchio Reebok, mentre nel 2014 è una delle protagoniste del calendario Pirelli.
Il 22 settembre 2017 è tornata in passerella alla settimana della moda di Milano per rendere omaggio a Gianni Versace nel ventennale della sua scomparsa, insieme alle colleghe Carla Bruni, Claudia Schiffer, Cindy Crawford e Naomi Campbell.

## Vita privata

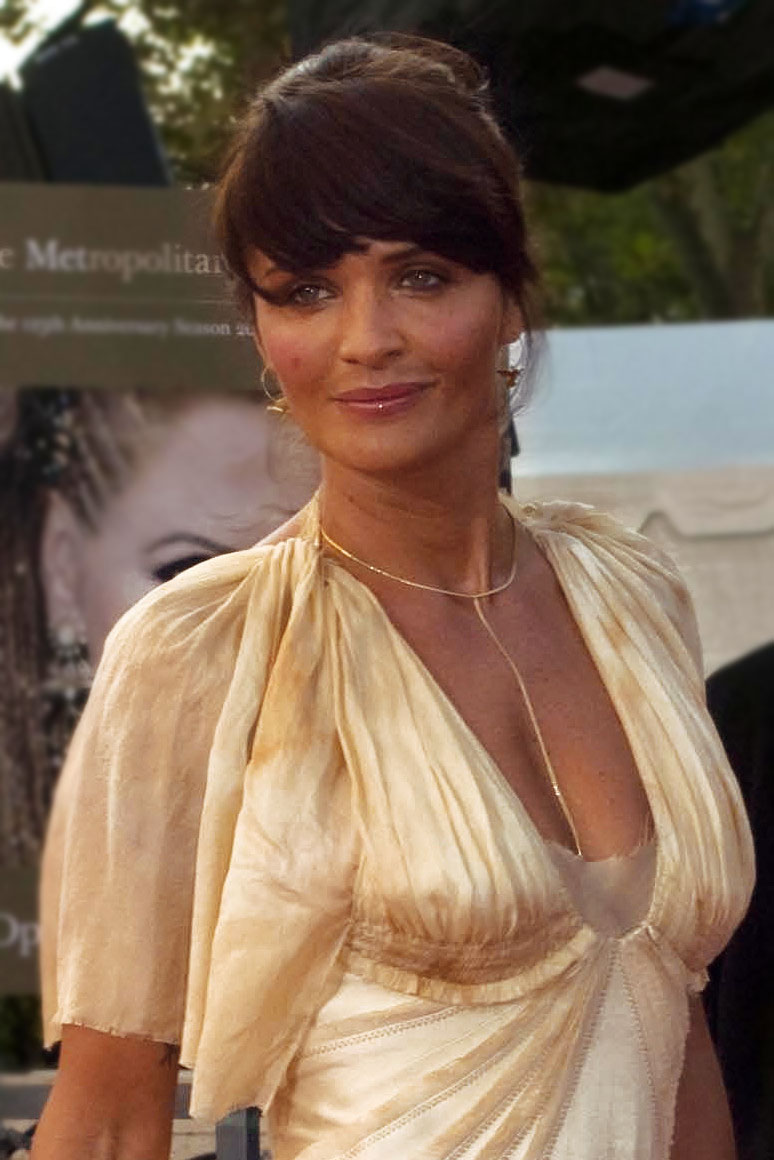
Helena Christensen nel 2008

È stata legata sentimentalmente con il cantante e leader del gruppo musicale INXS Michael Hutchence. Successivamente ha avuto un figlio dall'attore e modello Norman Reedus, Mingus Lucien, nato il 22 ottobre 1999. Tra il 2008 e il 2018 ha avuto una relazione con Paul Banks, leader degli Interpol. Possiede un negozio di antiquariato a New York e ha cofondato il magazine Nylon, dove per un certo tempo ha rivestito il ruolo di direttrice creativa.

## Agenzie
- d'management group - Milano
- One Management
- View Management - Spagna
- 2pm Model Management - Danimarca
- Independent
- Artform - Tel Aviv